# 星空流星
星空流星，TYPE-MOON社的编剧，出身于遊演体会社，并曾經在Liar soft公司擔任编剧一职。其作品以在现实中加入幻象元素的世界观而闻名。他曾在计算机软件伦理机构禁止近亲不伦的时代，制作以近亲不伦为主题的作品《腐姬》；以及以英国儿童文学为背景的作品《Forest》。其署名為StarFairy。

## 主要作品
游戏
- （ライアーソフト）
- （ライアーソフト）
- 腐姬（ライアーソフト）
- CANNONBALL ～猫猫疯狂大赛车～（ライアーソフト）
- （ライアーソフト）
- （ライアーソフト）
- SEVEN BRIDGE（ライアーソフト）
- Fate/hollow ataraxia（TYPE-MOON）※スタッフロールには載っていない。[1]

小说
- （TYPE-MOON官方網站2011年4月限定公開，插畫：逢倉千尋）
- （TYPE-MOON Books）
- （TYPE-MOON Books）

電視動畫
- 世界征服 謀略之星（系列構成）

## 外部連結
- （日語）星空めてお的X（前Twitter）
- （日語） 月・夜・灯 homepage （页面存档备份，存于）